# Ký tự

Các glyph khác nhau đại diện cho chữ cái thường " a "; chúng là các hình vẽ của grapheme "a"

Trong thuật in máy kí tự (tiếng Anh: glyph) là kí hiệu nguyên tố trong một tập hợp các kí hiệu đã được thống nhất, nhằm thể hiện một kí tự có thể đọc được cho mục đích viết. Kí tự được coi là dấu hiệu duy nhất cộng lại với cách đánh vần của một từ hoặc đóng góp vào một ý nghĩa cụ thể của những gì được viết, với ý nghĩa đó phụ thuộc vào cách sử dụng văn hóa và xã hội.

Có 95 kí tự ASCII in được, được đánh số từ 32 đến 126.

## Đặc thù
Trong hầu hết các ngôn ngữ được viết bằng bất kì loại chữ cái Latinh nào, dấu chấm trên chữ i viết thường không phải là chữ viết thường vì nó không thể hiện bất kì sự phân biệt nào và chữ i trong đó dấu chấm vô tình bị bỏ qua vẫn có khả năng được nhận dạng chính xác. Tuy nhiên, trong tiếng Thổ Nhĩ Kỳ, nó là một glyph vì ngôn ngữ đó có hai phiên bản riêng biệt của chữ i, có và không có dấu chấm. Ngoài ra, trong các âm tiết tiếng Nhật, một số kí tự được tạo thành từ nhiều hơn một dấu riêng biệt, nhưng nói chung những dấu riêng biệt này không phải là glyph vì bản thân chúng không có nghĩa. Tuy nhiên, trong một số trường hợp, dấu phụ làm tròn vai trò của dấu phụ, để phân biệt các kí tự riêng biệt. Các dấu bổ sung như vậy tạo thành glyphs. Nói chung, dấu phụ là một nét chữ, ngay cả khi nó tiếp giáp với phần còn lại của kí tự như cedilla trong tiếng Pháp hoặc Catalan, dấu gạch chéo trong một số ngôn ngữ hoặc nét trên chữ " Ł " trong tiếng Ba Lan.
Một số kí tự như " æ " trong tiếng Iceland và " ß " trong tiếng Đức có thể được coi là glyphs. Ban đầu chúng là những chữ ghép, nhưng theo thời gian đã trở thành những kí tự theo đúng nghĩa của chúng; những ngôn ngữ này coi chúng như những chữ cái riêng biệt. Tuy nhiên, một chữ ghép chẳng hạn như "ſi", được coi trong một số kiểu chữ như một đơn vị duy nhất, được cho là không phải là glyph vì đây chỉ là một nét đặc trưng của kiểu chữ, về cơ bản là một đối tượng địa lí và bao gồm nhiều hơn một grapheme. Trong chữ viết tay thông thường, ngay cả những từ dài thường được viết "nối tiếp nhau", không để bút rời khỏi giấy và hình thức của mỗi chữ viết thường sẽ khác nhau tùy thuộc vào chữ cái nào đứng trước và theo sau nó, nhưng điều đó không làm cho toàn bộ từ đó thành. một glyph duy nhất.
Hai hoặc nhiều glyph có cùng ý nghĩa, dù được sử dụng thay thế cho nhau hoặc được chọn tùy thuộc vào ngữ cảnh, được gọi là các kí hiệu của nhau.

## Graphonomics
Trong graphonomics, thuật ngữ glyph được sử dụng cho một không ký tự, tức là một mẫu ký tự con hoặc đa ký tự. Hầu hết các glyphs typographic bắt nguồn từ các ký tự của một kiểu chữ. Trong một kiểu chữ, mỗi ký tự thường tương ứng với một glyph, nhưng có những ngoại lệ, chẳng hạn như phông chữ được sử dụng cho ngôn ngữ có bảng chữ cái lớn hoặc hệ thống chữ viết phức tạp, trong đó một ký tự có thể tương ứng với một số glyph hoặc một số ký tự cho một glyph.